# Байшада (стадион)
Байшада (порт.-браз. Baixada), иногда Байшада ду Моиньюс-де-Венту (порт.-браз. Baixada do Moinhos de Vento) — бывший футбольный стадион в Бразилии, располагавшийся в городе Порту-Алегри, штат Риу-Гранди-ду-Сул.

## История
Стадион Байшада был открыт 4 августа 1904 года в районе Моиньюс-де-Венту в качестве домашней арены клуба «Гремио». Благодаря работе первого президента клуба Карлоса Луиса Борера, в постройке стадиона участвовал муниципалитет Порту-Алегри. Покупка же земли стоила 5 млн реалов. Первый матч состоялся в тот же день, в нём участвовали первая и вторая команды «Гремио». 18 июля 1909 года на стадионе прошло первое дерби Гре-Нал, в котором «Гремио» победил «Интернасьонал» со счётом 10:0. Годом позже был установлен забор с единой входной группой, который позволял организовать продажу билетов для зрителей. В 1912 году была открыта первая трибуна для болельщиков, в 1918 году вторая, а третья только в 1944 году. 
В 1954 году «Гремио» перестал использовать стадион в качестве основной арены, благодаря постройке Олимпико Монументал. Постройка произошла из-за увеличения фанатской базы клуба, из-за чего Байшада не могла удовлетворить всех желающих посещать игры. А годом позже одной из разобранных трибун стадиона клуб расплатился за трансфер защитника Айртона, которого после этой сделки прозвали «Павильоном». Эта трибуна стала одной из трибун другого местного стадиона — Тимбаува, на котором выступал клуб «Гремио Форса-е-Лус». В результате Байшада был разобран, а на месте одной из трибун 13 сентября 1993 года установили памятник.

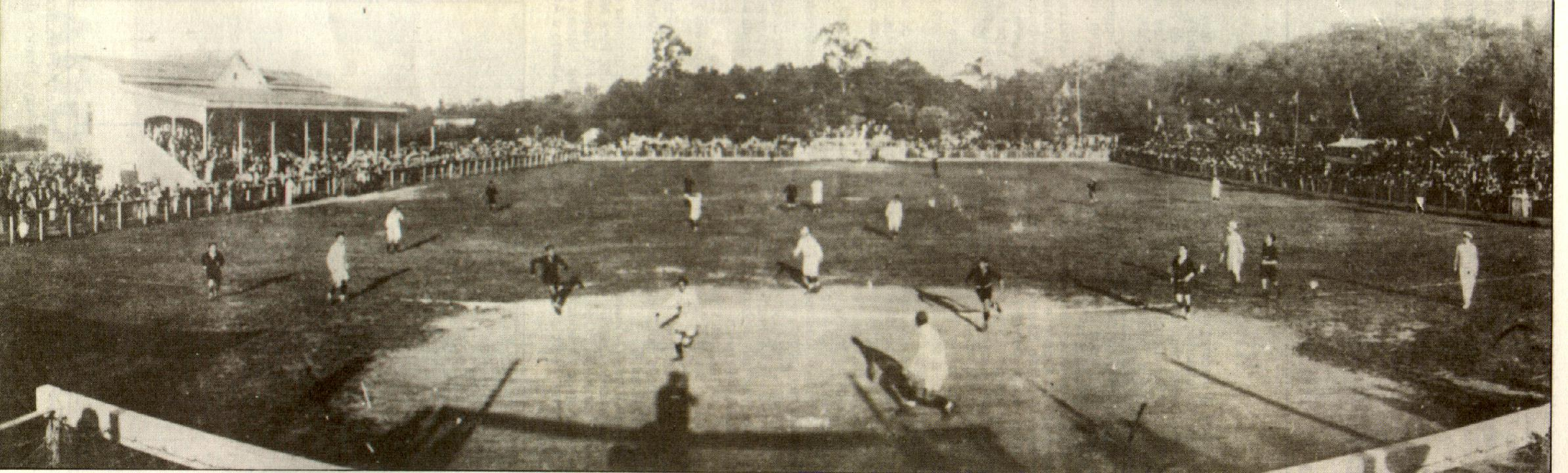
Панорама стадиона Байшада в 1930-е годы